# Sean Russell
Sean Thomas Russell (Toronto, 1952) è uno scrittore canadese di romanzi fantasy e d'avventura.

## Biografia
Russell ha deciso di diventare uno scrittore da bambino, avvicinandosi al genere fantasy dopo la lettura de Il Signore degli Anelli di J. R. R. Tolkien.
Nel 1991 ha pubblicato il suo primo romanzo, The Initiate Brother. Le sue prime opere, edite in Italia dalla Editrice Nord, appartengono al genere fantasy.
Nel 2007 ha invece cambiato stile per dedicarsi al romanzo storico. Quell'anno esce infatti Under Enemy Colours, tradotto per il mercato italiano I colori del nemico da Longanesi.
Ha inoltre scritto due romanzi con Ian Dennis sotto lo pseudonimo comune di T. F. Banks.

## Opere

### Saga dell'Impero di WA
- Vol. 1: Il grande iniziato, Editrice Nord, 1998, ISBN 8842910090
- Vol. 2: Il figlio del cielo, Editrice Nord, 1998, ISBN 884291018X
- Vol. 3: Il signore delle nuvole, Editrice Nord, 1998, ISBN 8842910384

In originale questa saga è suddivisa in due soli volumi:  The Initiate Brother (DAW Books, 1991, ISBN 0-88677-466-7) e  Gatherer of Clouds (DAW Books, 1992, ISBN 0-88677-536-1)

### Saga diTristam Flattery
- Vol. 1: L'ombra magica, Editrice Nord 1997, ISBN 8842909505
- Vol. 2: Oceana, Editrice Nord 1997, ISBN 8842909653
- Vol. 3: L'ultimo enigma, Editrice Nord 1997, ISBN 8842909858

In originale questa saga è suddivisa in due soli volumi:  World Without End (DAW Books, 1995, ISBN 0-88677-624-4) e Sea Without a Shore (DAW Books, 1991, ISBN 0-88677-665-1).

### The River into Darkness
- Vol. 1: Beneath the Vaulted Hills, DAW Books, 1997, ISBN 0-88677-794-1
- Vol. 2: The Compass of the Soul, DAW Books, 1998,  ISBN 0-88677-933-2
- Vol. 1-2: The River into Darkness, Science Fiction Book Club, 1998, ISBN 1-56865-901-6 (omnibus)

### Memoirs of a Bow Street Runner
Scritti in collaborazione con Ian Dennis sotto lo pseudonimo comune di T. F. Banks.
- Vol. 1: The Thief Taker, Delacorte Press, 2001, ISBN 0-385-33571-7
- Vol. 2: The Emperor's Assassin, Dell Books, 2003, ISBN 0-440-24084-0

### Swans' War
- Vol. 1: Il grande regno, Armenia, 2010, ISBN 8834414519 (The One Kingdom, 2001)
- Vol. 2: The Isle of Battle, HarperCollins, 2003, ISBN 0-380-97490-8
- Vol. 3: The Shadow Roads, HarperCollins, 2005, ISBN 0-380-97491-6

### Saga diCharles Hayden
- Vol. 1: I colori del nemico, Longanesi, (Under Enemy Colours, 2007)
- Vol. 2: A Battle Won, 2010
- Vol. 3: A Ship of War, 2012